# Lorenzo Finn
Lorenzo Mark Finn (født 19. december 2006 i Genova) er en cykelrytter fra Italien, der kører for Red Bull-Bora-Hansgrohe Rookies.
Ved VM i landevejscykling 2024 blev han juniorverdensmester i linjeløb.